# Myersiohyla neblinaria
Espèce
Myersiohyla neblinaria est une espèce d'amphibiens de la famille des Hylidae.

## Répartition
Cette espèce est endémique de l'État d'Amazonas au Venezuela. Elle se rencontre entre 1 730 et 1 880 m d'altitude sur le Cerro de la Neblina.

## Description
Les mâles mesurent de 47,7 à 52,3 mm et les femelles de 54,0 à 61,6 mm.

## Étymologie
Cette espèce est nommée en référence au lieu de sa découverte, le Pico da Neblina.

## Publication originale
- Faivovich, McDiarmid & Myers, 2013 : Two new species of Myersiohyla (Anura: Hylidae) from Cerro de la Neblina, Venezuela, with comments on other species of the genus. American Museum Novitates, no 3792, p. 1-62 (texte intégral).